# ماركوس كاتنر
ماركوس كاتنر ( 24 سبتمبر 1970-) هو مستشار أعمال ألماني سويسري. من مواليد مدينة بايرويت في ألمانيا الغربية. شغل منصب مدير تنفيذي سابق لاتحاد كرة القدم.  تولى بالإنابة منصب الأمين العام للاتحاد الدولي لكرة القدم، لمدة عامين من سبتمبر 2015 إلى مايو 2016. خلال عمله كمدير مالي للفيفا أُتهم بدفع مكافآت لنفسه بقيمة ملايين الدولارات الأمريكية، وتم فصله دون سابق إنذار.
بدأ ماركوس كاتنر إجراءات قانونية ضد الاتحاد الدولي لكرة القدم (فيفا) أمام المحكمة المختصة في زيوريخ لأنه يعتقد أن إقالته غير مبررة. حكمت المحكمة العليا في زيورخ لصالح ماركوس كاتنر وقررت في حكمها الصادر في 4 أكتوبر 2022 أن فصله دون إشعار كان غير مبرر. في شكواه، ادعى كاتنر أن "أسباب فصله كانت واهية وغير دقيقة".

## سيرته
نشأ ماركوس كاتنر في ميونيخ ولعب كرة السلة لمدة أربع سنوات في القسم الثاني من الدوري الألماني لكرة السلة. تخرج بدرجة البكالوريوس في الهندسة من الجامعة التقنية في ميونيخ، وأكمل درجة الدكتوراه في المعهد الفيدرالي السويسري للتكنولوجيا في لوزان عام 1999.
قبل انضمامه إلى الاتحاد الدولي لكرة القدم، عمل كاتنر كمستشار لشركة ماكينزي آند كومباني في سويسرا مع فيليب بلاتر، ابن شقيق رئيس الاتحاد الدولي لكرة القدم جوزيف بلاتر، وعمل الاثنان معًا أثناء تقديم المشورة للاتحاد. في عام 2003، انضم إلى الاتحاد الدولي لكرة القدم (الفيفا) كمدير للمالية، وفي سبتمبر 2015، عندما تم طرد جيروم فالكه بسبب مخالفات مالية، تولى كاتنر منصب الأمين العام بالإنابة. تم طرد كاتنر نفسه في مايو 2016، بعد اتهامه بدفع مكافآت لنفسه بقيمة ملايين الدولارات الأمريكية على مدى ست سنوات (2008-2014). بدأ ماركوس كاتنر إجراءات قانونية ضد الاتحاد الدولي لكرة القدم (الفيفا) أمام المحكمة المختصة في زيوريخ، حيث يعتقد أن إقالته كانت غير عادلة، مؤكداً أن مدفوعات التعويض كانت ضمن القانون تمامًا ولم تنتهك أي قانون من قوانين الفيفا. في يونيو 2020، تم إيقافه عن ممارسة كرة القدم لمدة 10 سنوات وتم تغريمه بمبلغ مليون فرنك سويسري بعد تحقيق في مدفوعات المكافآت.

## الحياة الشخصية
يحمل كاتنر الجنسيتين الألمانية والسويسرية، وهو متزوج ولديه ثلاث بنات. وهو من مشجعي بايرن ميونيخ ويحب أيضًا الجري والتزلج والعزف على البيانو.